# Pietro Nenni

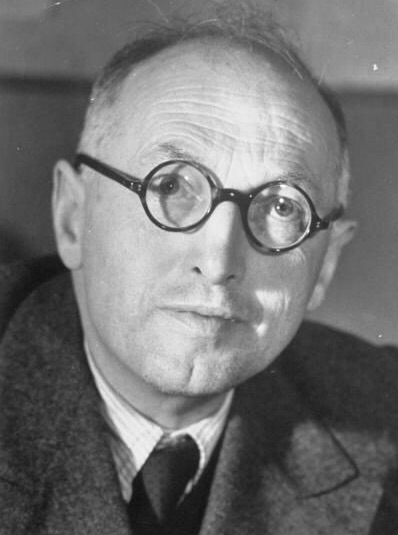
Pietro Nenni

Pietro Nenni (Faenza, 9 februari 1891-Rome, 1 januari 1980), was een Italiaans socialistisch politicus.
Pietro Nenni begon zijn carrière als pacifistisch journalist. Hij was lid van de Republikeinse Partij van Italië. In 1911 leidde hij samen met de (toen nog) socialist Benito Mussolini de onlusten in Romagna als protest tegen Italië's voorgenomen oorlog tegen het Osmaanse Rijk. Tijdens de Rode Week in juni 1914 speelde hij opnieuw een prominente rol en zat enige tijd gevangen. 
Na zijn vrijlating werd Nenni lid van de Socialistische Partij van Italië en in 1923 werd hij hoofdredacteur van Avanti!, de partijkrant van de socialisten. In 1926 moest hij deze functie neerleggen toen Mussolini alle politieke bewegingen, behalve de Nationale Fascistische Partij, verbood. Nenni vluchtte daarop naar Parijs en speelde een belangrijke rol binnen de Socialistische Internationale.
Tijdens de Spaanse Burgeroorlog (1936-1939) was Nenni politiek commissaris aan de zijde der republikeinen. Na de Spaanse Burgeroorlog vestigde hij zich in Frankrijk, maar werd in 1940 door Vichy-Frankrijk aan Mussolini uitgeleverd; deze liet hem gevangenzetten. Na de val van Mussolini in de zomer van 1943 werd Nenni vrijgelaten en richtte hij de Socialistische Partij van Italië (Psi) opnieuw op. In 1944 werd hij tot Nationaal-Secretaris van de Psi gekozen. In die functie streefde hij naar een volksfront met de Communistische Partij van Italië (Pci). 
Van 1946 tot 1947 was Nenni minister van Buitenlandse Zaken in de regering-De Gasperi, daarnaast bekleedde hij nog enkele ministersposten. In 1947 trad hij uit het tweede kabinet-De Gasperi, dit onder meer daar een groep onder leiding van Giuseppe Saragat uit de Psi trad, vanwege de pro-communistische koers van Nenni. 

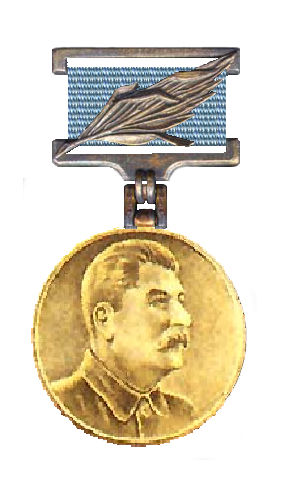
Medaille van de Stalin Vredesprijs

In 1949 werd Nenni tot secretaris-generaal van de Psi gekozen, sindsdien stonden de socialisten onder Nenni bekend als de zogenaamde Nenni-socialisten. Hij ontving in 1952 de Stalin Vredesprijs. In 1964 werd hij voorzitter van de Socialistische Partij van Italië.
Ondanks het verzet binnen de Psi tegen de communistische onderdrukking van Hongaarse opstand (1956), weigerde Nenni te breken met de Pci. Pas in 1963 koos hij ervoor om ook met andere partijen samen te werken en steunde hij de coalitie met de Democrazia Cristiana (Christendemocraten). Van 1963 tot 1968 was hij vicepremier en van 1968 tot 1969 was hij voor de tweede keer minister van Buitenlandse Zaken. 
Tijdens de eerste linkse coalitie (centrosinistra) (sinds 1947) van 1963 tot 1968 waar de Psi deel van uitmaakte, werd onder andere echtscheiding gelegaliseerd.
In 1966 werd er een samenwerkingsakkoord met de Sociaaldemocratische Partij van Italië van Saragat gesloten, doch deze werd 3 jaar later, in 1969, weer opgebroken.  
Pietro Nenni overleed in 1980. In 1976 was Bettino Craxi hem als partijleider opgevolgd.

## Trivia
In Rome is een brug over de Tiber naar Nenni vernoemd.
- Bibsys: 90887350
- Biblioteca Nacional de España: XX1174177
- Bibliothèque nationale de France: cb12019285k (data)
- Catàleg d'autoritats de noms i títols de Catalunya: 981058599484906706
- CiNii: DA0226334X
- Gemeinsame Normdatei: 118785893
- Historisch woordenboek van Zwitserland: 027944
- International Standard Name Identifier: 0000 0001 1877 9153
- Library of Congress Control Number: n50002766
- National Archives and Records Administration: 76064710
- Nationale Bibliotheek van Tsjechië: skuk0001000
- Nationale bibliotheek van Australië: 35684350
- Nationale Bibliotheek van Israël: 987007594511305171
- Nederlandse Thesaurus van Auteursnamen: 06803413X
- Réseau des bibliothèques de Suisse occidentale: 02-A003634981
- Istituto Centrale per il Catalogo Unico: CFIV004338
- SNAC: w6sf5f9r
- Système universitaire de documentation: 02833650X
- Trove: 1041434
- Virtual International Authority File: 73865321
- WorldCat: E39PBJcgxYdcc7F8gKyRBKkFKd